# Maurice Volny
Pour les articles homonymes, voir Volny.
Auguste Pourchet dit Maurice Volny puis Auguste Volny, né dans l'ancien 4e arrondissement de Paris le 13 septembre 1857 et mort à Neuilly-Plaisance le 23 mars 1915, est un acteur de théâtre et de cinéma français.

## Biographie

### Carrière au théâtre
Élève de Talbot, il débute à la Comédie-Française, le 5 février 1877, par le rôle titre dans Chatterton où il se distingue. Il joue Fortunio dans Le Chandelier en 1878, Brittanicus, Garin (création), L'Aventurière, Mademoiselle de Belle-Isle.
Prêté à la Gaité, il y joue Gennaro dans Lucrèce Borgia (1881). Il entre ensuite au Vaudeville en novembre 1881, passe au Nations, à la Porte-Saint-Martin (1883), il y crée Le Voyage à travers l'impossible, Le Pavé de Paris, Nana-Sahib, Macbeth, Marcellus dans Théodora, drame de Victorien Sardou, représenté en 1884, reprend Danicheff, Patrie. Il passe au Châtelet en 1887, où il reprend Michel Strogoff (1887), revient à la Porte-Saint-Martin, en 1888 pour créer la Grande Marnière, va au Vaudeville, y crée Mensonges (1889). De 1889 à 1891, il est engagé au Théâtre Michel de Saint-Pétersbourg où il joue 36 pièces. Il rentre au Châtelet pour créer la Fille prodigue (1893).
Il part 8 mois en tournée en Amérique avec Coquelin aîné. Il entre à l'Ambigu, il crée les Ruffians (1894), passe au Châtelet pour la reprise de Don Quichotte dans le rôle de Don Fernand (1895), il revient à l'Ambigu, il joue à la reprise de L'As de trèfle et crée Robert Maugis dans le Capitaine Floréal. Il est engagé à la Porte-Saint-Martin pour jouer Martial Hugon, dans Thermidor de Victorien Sardou,, il joue le roi dans Don César de Bazan, et crée Henri de Rimbert dans le Colonel Roquebrune, (1897).
En 1897, il interprète Charette dans la Mort de Hoche mais surtout, le 28 décembre, il crée le rôle de Christian de Neuvillette, lors de la première de Cyrano de Bergerac d'Edmond Rostand au Théâtre de la Porte-Saint-Martin. La pièce est un immense succès. Il joue ensuite Junot dans Plus que Reine, le chevalier dans Le Chevalier de Maison-Rouge en 1889. Il joue dans une adaptation des Misérables, sur la scène de la Porte Saint-Martin, le 21 décembre 1899. Il crée le rôle de Lucien Gérard dans Le crime d'Aix d'Albert Pujol, le 3 novembre 1904, au théâtre de l'Ambigu. Il reprend son rôle dans Cyrano de Bergerac en 1904 à la Gaité. Il joue dans La jeunesse des mousquetaires au théâtre de l'Ambigu en 1908, Bettine d'Alfred de Musset,en 1909, Savoisy dans La Tour de Nesle en 1912 au théâtre de la Gaité.

### Carrière au cinéma
Maurice Volny a fait aussi une courte carrière au cinéma entre 1909 et 1913 sous le nom d'Auguste Volny. Il ne doit pas être confondu avec Jacques Volnys acteur et réalisateur actif entre 1909 et 1924. Bien que les rôles que Jacques Volnys ait interprété dans Moines et guerriers (1909) et La Fièvre de l'or (1912) d'après le site IMDb, soient attribué par le site Ciné-ressources de la Cinémathèque française à Auguste Volny, il s'agit bien de deux personnes différentes. Jacques Volnys décédé dans le 12e arrondissement de Paris le 14 mai 1925, est en effet le pseudonyme d'Anselme Marie Volny Luraghi né à Blois le 5 août 1866, ce qui n'a rien de commun avec Maurice Auguste Volny né à Paris en septembre 1857.
Filmographie
- 1909 : Moines et guerriers, épisode du siège de Saragosse (1808), court-métrage anonyme : le Général[11]
- 1910 : Une jeune fille romanesque, court-métrage de Louis Gasnier, scénario de Max Linder[12]
- 1911 : La Poupée japonaise, court-métrage (250 m) d'Émile Chautard. Réédité en 1916[13].
- 1911 : L'Évasion de la princesse Cartouche, court-métrage anonyme (295 m)[14]
- 1911 : La Rivale de Richelieu, court-métrage colorisé en 2 parties et 30 tableaux (750 m) de Gérard Bourgeois : le cardinal de Richelieu
- 1912 : Une intrigue à la cour d'Henri VIII / Anne de Boleyn, court-métrage colorisé en 2 parties (800 m) de Camille de Morlhon : Lord Thomas Cranmer, archevêque de Cantorbury
- 1912 : L'Affaire du collier de la reine, court-métrage colorisé en 2 parties et 35 tableaux (690 m) de Camille de Morlhon : le cardinal de Rohan
- 1912 : Un amour de la Du Barry, court-métrage colorisé (390 m) d'Albert Capellani : Louis XV
- 1912 : La Fièvre de l'or, drame en 3 parties et 30 tableaux (1.125 m) de Ferdinand Zecca et René Leprince[15]
- 1913 : Nick Winter et le Professeur Mystère / Le Professeur Mystère, moyen métrage (1.150 m dont 850 m colorisés) de Paul Garbagni.

## Distinctions
- Officier de l'Instruction publique (officier d'académie[5])
- Officier de l'Instruction publique (février 1900)[16]
- Chevalier de l'ordre du Médjidié (1903)[17]